# 阿見町
阿見町（あみまち）は、茨城県の県南地域に位置する町で、稲敷郡に属する。隣接する土浦市などとともに土浦・阿見都市計画区域を構成する。茨城県の町の中で最も人口が多い。

## 地理
- 山：（特になし）
- 河川：花室川、乙戸川、清明川
- 湖沼：霞ヶ浦

### 隣接している自治体
- 土浦市
- 牛久市
- 稲敷市
- 稲敷郡美浦村

## 歴史
霞ヶ浦に面する一部を除くと、畑作が中心の農村地帯で未開地も多かったが、1921年（大正10年）に海軍が霞ヶ浦飛行場を開設し、翌年上郷に霞ヶ浦海軍航空隊が開隊すると、海軍航空の地として賑わうことになる。1929年（昭和4年）に飛行船・ツェッペリン伯号が寄港し、1931年（昭和6年）にはリンドバーグ夫妻が阿見の地を訪れたりもした。1939年（昭和14年）には、神奈川県横須賀市から少年航空兵養成機関である予科練が土浦海軍航空隊に移転し、軍歌「若鷲の歌」で知られるように、海軍航空兵育成の一大拠点となる。これら軍事施設が集中していたことから、1944年（昭和19年）から1945年（昭和20年）にかけて空襲を受け、特に1945年6月10日の空襲では予科練習生や関係者など軍民合せて300人以上が死亡した。
戦後は旧海軍用地の多くが引揚者によって開拓され、また一部が霞ヶ浦農科大学や土浦協同病院分院・協和発酵・井関農機などに充当された。更に自衛隊の設置にともない、旧予科練一帯が土浦駐屯地・旧朝日村に近い一帯が霞ヶ浦駐屯地として再度防衛用地となる。また、1957年（昭和32年）8月1日、旧海軍航空補給廠跡地に防衛庁技術研究所土浦試験場が発足した（2015年10月現在は防衛装備庁航空装備研究所土浦支所）。
1955年（昭和30年）4月、（旧）阿見町・朝日村・君原村・舟島村（一部）の1町3村が合併し、現在の阿見町の町域が成立した。1970年代以降は首都圏や筑波研究学園都市への通勤者のための住宅開発が進むと共に、工業団地の造成や工場誘致が進んだ。また霞ヶ浦農科大学の後身・茨城大学農学部に加えて茨城県立医療大学が開学するなど学生の町としての性格をも持っている。主要幹線道路沿いにロードサイド店舗の開業も進み、2009年（平成21年）7月9日には首都圏中央連絡自動車道阿見東IC付近にあみプレミアム・アウトレットが開店している。
2006年（平成18年）に、東隣の稲敷郡美浦村との合併・市制施行（仮称「霞南市」（かなんし））が検討されていたが、美浦村の住民投票により反対となった為、白紙になった。
2023年（令和5年）11月1日、町は同日付の人口が速報値で5万人を突破したと発表した。今後は2025年の国勢調査を経て2026年度中の市制施行を目指すとし、市制施行に向けて専門部署設置の検討を含めた準備を進めるとしている。
2025年（令和7年）3月10日、町は新市名を「阿見市」とし、2027年（令和9年）11月1日に市制施行することを正式に発表した。

### 行政区域変遷
- 変遷の年表

| 阿見町町域の変遷（年表） | 阿見町町域の変遷（年表） | 阿見町町域の変遷（年表） |
| 年                       | 月日                     | 現阿見町町域に関連する行政区域変遷 |
| ------------------------ | ------------------------ | --- |
| 1889年（明治22年）       | 4月1日                   | 町村制施行に伴い、以下の村がそれぞれ発足。 - 阿見村 ← 阿見村・若栗村・大室村・廻戸村・青宿村・鈴木村 - 君原村 ← 大形村・君島村・石川村・追原村・塙村・上条村・飯倉村 - 朝日村 ← 福田村・小池村・上長村・実穀村・吉原村・荒川沖村・荒川本郷村・沖新田 - 舟島村 ← 舟子村・島津村・竹来村・掛馬村 |
| 1896年（明治29年）       | 4月1日                   | 信太郡が河内郡と合併し稲敷郡が発足。 |
| 1945年（昭和20年）       | 5月7日                   | 阿見村が町制施行し阿見町となる。 |
| 1955年（昭和30年）       | 4月1日                   | - 阿見町・君原村・朝日村が合併し阿見町が発足。 - 舟島村の一部（舟子）は安中村・木原村ととも合併し霞村が発足。同日、美浦村に改称。 |
| 1955年（昭和30年）       | 4月20日                  | 舟島村は阿見町に編入。 |
| 1957年（昭和32年）       |                          | 旧：朝日村の一部（福田の一部）が牛久町に編入。 |
| 1958年（昭和33年）       |                          | 旧：朝日村の一部（福田の一部）が牛久町に編入。 |
| 1981年（昭和56年）       | 3月1日                   | 阿見住吉の一部（常磐線より西側の地域）を土浦市に譲渡。 |

- 変遷表

| 阿見町町域の変遷表（※細かな境界の変遷は省略） | 阿見町町域の変遷表（※細かな境界の変遷は省略） | 阿見町町域の変遷表（※細かな境界の変遷は省略） | 阿見町町域の変遷表（※細かな境界の変遷は省略） | 阿見町町域の変遷表（※細かな境界の変遷は省略） | 阿見町町域の変遷表（※細かな境界の変遷は省略） | 阿見町町域の変遷表（※細かな境界の変遷は省略） | 阿見町町域の変遷表（※細かな境界の変遷は省略） | 阿見町町域の変遷表（※細かな境界の変遷は省略） |
| 明治元年 以前                                 | 明治元年 以前                                 | 明治元年 - 明治22年                           | 明治22年 4月1日                               | 明治22年 - 昭和64年                           | 明治22年 - 昭和64年                           | 明治22年 - 昭和64年                           | 平成元年 - 現在                               | 現在                                          |
| --------------------------------------------- | --------------------------------------------- | --------------------------------------------- | --------------------------------------------- | --------------------------------------------- | --------------------------------------------- | --------------------------------------------- | --------------------------------------------- | --------------------------------------------- |
| 信太郡                                        | 阿見村                                        | 阿見村                                        | 阿見村                                        | 明治29年4月1日 稲敷郡発足                     | 昭和20年5月7日 町制                           | 昭和30年4月1日 阿見町                         | 阿見町                                        | 阿見町                                        |
| 信太郡                                        | 若栗村                                        |                                               | 阿見村                                        | 明治29年4月1日 稲敷郡発足                     | 昭和20年5月7日 町制                           | 昭和30年4月1日 阿見町                         | 阿見町                                        | 阿見町                                        |
| 信太郡                                        | 大室町                                        |                                               | 阿見村                                        | 明治29年4月1日 稲敷郡発足                     | 昭和20年5月7日 町制                           | 昭和30年4月1日 阿見町                         | 阿見町                                        | 阿見町                                        |
| 信太郡                                        | 廻戸村                                        |                                               | 阿見村                                        | 明治29年4月1日 稲敷郡発足                     | 昭和20年5月7日 町制                           | 昭和30年4月1日 阿見町                         | 阿見町                                        | 阿見町                                        |
| 信太郡                                        | 青宿町                                        |                                               | 阿見村                                        | 明治29年4月1日 稲敷郡発足                     | 昭和20年5月7日 町制                           | 昭和30年4月1日 阿見町                         | 阿見町                                        | 阿見町                                        |
| 信太郡                                        | 明治15年 鈴木村                               |                                               | 阿見村                                        | 明治29年4月1日 稲敷郡発足                     | 昭和20年5月7日 町制                           | 昭和30年4月1日 阿見町                         | 阿見町                                        | 阿見町                                        |
| 信太郡                                        | 大形村                                        | 大形村                                        | 君原村                                        | 明治29年4月1日 稲敷郡発足                     | 君原村                                        | 昭和30年4月1日 阿見町                         | 阿見町                                        | 阿見町                                        |
| 信太郡                                        | 君島村                                        |                                               | 君原村                                        | 明治29年4月1日 稲敷郡発足                     | 君原村                                        | 昭和30年4月1日 阿見町                         | 阿見町                                        | 阿見町                                        |
| 信太郡                                        | 石川村                                        |                                               | 君原村                                        | 明治29年4月1日 稲敷郡発足                     | 君原村                                        | 昭和30年4月1日 阿見町                         | 阿見町                                        | 阿見町                                        |
| 信太郡                                        | 追原村                                        |                                               | 君原村                                        | 明治29年4月1日 稲敷郡発足                     | 君原村                                        | 昭和30年4月1日 阿見町                         | 阿見町                                        | 阿見町                                        |
| 信太郡                                        | 塙村                                          |                                               | 君原村                                        | 明治29年4月1日 稲敷郡発足                     | 君原村                                        | 昭和30年4月1日 阿見町                         | 阿見町                                        | 阿見町                                        |
| 信太郡                                        | 上条村                                        |                                               | 君原村                                        | 明治29年4月1日 稲敷郡発足                     | 君原村                                        | 昭和30年4月1日 阿見町                         | 阿見町                                        | 阿見町                                        |
| 信太郡                                        | 飯倉村                                        |                                               | 君原村                                        | 明治29年4月1日 稲敷郡発足                     | 君原村                                        | 昭和30年4月1日 阿見町                         | 阿見町                                        | 阿見町                                        |
| 信太郡                                        | 福田村                                        | 福田村                                        | 朝日村                                        | 明治29年4月1日 稲敷郡発足                     | 朝日村                                        | 昭和30年4月1日 阿見町                         | 阿見町                                        | 阿見町                                        |
| 信太郡                                        | 小池村                                        |                                               | 朝日村                                        | 明治29年4月1日 稲敷郡発足                     | 朝日村                                        | 昭和30年4月1日 阿見町                         | 阿見町                                        | 阿見町                                        |
| 信太郡                                        | 上長村                                        |                                               | 朝日村                                        | 明治29年4月1日 稲敷郡発足                     | 朝日村                                        | 昭和30年4月1日 阿見町                         | 阿見町                                        | 阿見町                                        |
| 信太郡                                        | 実穀村                                        |                                               | 朝日村                                        | 明治29年4月1日 稲敷郡発足                     | 朝日村                                        | 昭和30年4月1日 阿見町                         | 阿見町                                        | 阿見町                                        |
| 信太郡                                        | 吉原村                                        |                                               | 朝日村                                        | 明治29年4月1日 稲敷郡発足                     | 朝日村                                        | 昭和30年4月1日 阿見町                         | 阿見町                                        | 阿見町                                        |
| 信太郡                                        | 荒川本郷村                                    |                                               | 朝日村                                        | 明治29年4月1日 稲敷郡発足                     | 朝日村                                        | 昭和30年4月1日 阿見町                         | 阿見町                                        | 阿見町                                        |
| 信太郡                                        | 沖村の一部                                    | 明治元年 荒川沖村の一部                       | 朝日村                                        | 明治29年4月1日 稲敷郡発足                     | 朝日村                                        | 昭和30年4月1日 阿見町                         | 阿見町                                        | 阿見町                                        |
| 信太郡                                        | 島津村                                        | 島津村                                        | 舟島村 の一部                                 | 明治29年4月1日 稲敷郡発足                     | 舟島村の一部                                  | 昭和30年4月20日 阿見町に編入                  | 阿見町                                        | 阿見町                                        |
| 信太郡                                        | 竹来村                                        |                                               | 舟島村 の一部                                 | 明治29年4月1日 稲敷郡発足                     | 舟島村の一部                                  | 昭和30年4月20日 阿見町に編入                  | 阿見町                                        | 阿見町                                        |
| 信太郡                                        | 掛馬村                                        |                                               | 舟島村 の一部                                 | 明治29年4月1日 稲敷郡発足                     | 舟島村の一部                                  | 昭和30年4月20日 阿見町に編入                  | 阿見町                                        | 阿見町                                        |

## 人口
阿見町は、茨城県の町で最も人口が多く、全国でも広島県府中町に次いで2番目に多い。
| |                                        |  |
| 阿見町と全国の年齢別人口分布（2005年） | 阿見町の年齢・男女別人口分布（2005年） |  |
| ■紫色 ― 阿見町 ■緑色 ― 日本全国 | ■青色 ― 男性 ■赤色 ― 女性              |  |
| 阿見町（に相当する地域）の人口の推移 \| 1970年（昭和45年） \| 24,907人 \| \| \| 1975年（昭和50年） \| 29,737人 \| \| \| 1980年（昭和55年） \| 33,720人 \| \| \| 1985年（昭和60年） \| 37,670人 \| \| \| 1990年（平成2年） \| 42,192人 \| \| \| 1995年（平成7年） \| 45,652人 \| \| \| 2000年（平成12年） \| 46,922人 \| \| \| 2005年（平成17年） \| 47,994人 \| \| \| 2010年（平成22年） \| 47,940人 \| \| \| 2015年（平成27年） \| 47,535人 \| \| \| 2020年（令和2年） \| 48,553人 \| \| |                                        |  |
| 総務省統計局 国勢調査より |                                        |  |
| 1970年（昭和45年） | 24,907人                               |  |
| 1975年（昭和50年） | 29,737人                               |  |
| 1980年（昭和55年） | 33,720人                               |  |
| 1985年（昭和60年） | 37,670人                               |  |
| 1990年（平成2年） | 42,192人                               |  |
| 1995年（平成7年） | 45,652人                               |  |
| 2000年（平成12年） | 46,922人                               |  |
| 2005年（平成17年） | 47,994人                               |  |
| 2010年（平成22年） | 47,940人                               |  |
| 2015年（平成27年） | 47,535人                               |  |
| 2020年（令和2年） | 48,553人                               |  |

## 行政

### 町長
- 千葉 繁（2018年3月20日 - 、2期目）

### 副町長
- 服部 隆全（2024年5月1日 - ）[5]

### 町議会
（この節の出典）
- 定数：18
- 議長：野口雅弘（無所属）
- 副議長：高野好央（無所属）
- 会派（議席）：無所属（13）・公明党（2）・立憲民主党（1）・日本共産党（1）・幸福実現党（1）
- 直近の一般選挙は2024年3月24日に執行された。なお、2004年まで定数は22だった。

### 広域事務
- 龍ケ崎地方衛生組合
- 茨城租税債権管理機構
- 茨城県市町村総合事務組合
- 牛久市・阿見町斎場組合
- 土浦石岡地方社会教育センター一部事務組合
- 稲敷地方広域市町村圏事務組合

### 第三セクター等
- 阿見町土地開発公社

### 警察・消防
- 茨城県警察
  - 牛久警察署（管轄：牛久市、阿見町）
    - 阿見地区交番

- 稲敷広域消防本部
  - 阿見消防署

## 国の機関
- 陸上自衛隊土浦駐屯地
- 陸上自衛隊武器学校
- 陸上自衛隊霞ヶ浦駐屯地（霞ヶ浦飛行場）
- 航空自衛隊霞ヶ浦分屯基地
- 陸上自衛隊朝日分屯地（霞ヶ浦駐屯地の分屯地）
- 防衛装備庁航空装備研究所土浦支所

## 産業
従来から盛んだった農業に加え、近年は工業の成長が著しい。
- フタムラ化学茨城工場
- 三菱ケミカル阿見センター
- MCフードスペシャリティーズ土浦工場（旧：協和発酵）
- 井関農機茨城センター
- 丸尾カルシウム土浦工場
- 福田工業団地
  - キヤノン阿見工場
  - ツムラ茨城工場
  - 吉野工業所筑波工場
  - 理想科学工業筑波事業所
- 筑波南第一工業団地（香澄の里地区）
  - プラス・テク
  - フジシール筑波工場
  - 富士電機筑波事業所（旧：デンセイ・ラムダ）
  - ピジョン筑波事業所
- 阿見東部工業団地（星の里地区）
  - 雪印メグミルク阿見工場
  - あずまやつくば事業所
  - エーシーケミカル関東工場
  - SPパーツ
  - 小川香料つくば事業所
  - キシダ科学つくば営業所
  - コモダエンジニアリング阿見工場
  - 杉孝（すぎこう）つくば資材センター
  - 瀬戸技研工業つくばテクノセンター
  - トキワ精機阿見工場
  - 東洋化学 - 雪印メグミルクが最重要顧客
  - 東日本サーモエナー関東工場
  - ホンダ産業
  - 丸和バイオケミカル阿見開発センター
  - 都運送つくば営業所
  - アイリスオーヤマつくば工場
- あみプレミアム・アウトレット

## 経済

### 郵便局
- 阿見郵便局（集配局） - 阿見4397-7
- 阿見中央一郵便局 - 中央1-4-17
- 阿見原郵便局 - 阿見4666-1644
- 阿見青宿郵便局 - 青宿669-10
- 実穀郵便局 - 実穀1311
- 君原郵便局 - 君島695-1
- 舟島簡易郵便局 - 島津1527

### 金融機関
- 常陽銀行
  - 阿見支店
  - 荒川沖東支店　荒川沖支店.土浦市荒川沖西にあった荒川沖支店が閉鎖により荒川沖東支店と同じ場所に構えている）
- 筑波銀行
  - 阿見支店
  - 荒川本郷支店
- 水戸信用金庫
  - 阿見支店
- 茨城県信用組合
  - 阿見支店

## 地域

### 教育

#### 大学
- 茨城大学農学部
- 茨城県立医療大学

#### 高等学校
- 霞ヶ浦高等学校

#### 中学校
- 阿見町立阿見中学校
- 阿見町立朝日中学校
- 阿見町立竹来中学校
- 霞ヶ浦高等学校付属中学校

#### 小学校
- 阿見町立阿見小学校
- 阿見町立阿見第一小学校
- 阿見町立阿見第二小学校
- 阿見町立本郷小学校
- 阿見町立君原小学校
- 阿見町立舟島小学校
- 阿見町立あさひ小学校

## 姉妹都市・提携都市
- スーペリア市（アメリカ合衆国ウィスコンシン州）

1997年姉妹都市提携
- 柳州市（中華人民共和国広西チワン族自治区）

友好都市提携

## 交通

### 鉄道
町の西部をJR常磐線が通っているが、駅はない。土浦市の荒川沖駅と土浦駅、牛久市のひたち野うしく駅が最寄り駅である。

#### 過去
戦前は、国鉄土浦駅から阿見（現在の阿見坂下付近）まで常南電気鉄道が通じた時期もあった。

### バス
町内各地と鉄道駅（土浦駅、荒川沖駅）を結ぶ路線バスが運行されている。
- 関東鉄道 - 土浦営業所
- ジェイアールバス関東 - 土浦支店
- この他、茨城観光自動車（茨観）もあったが、現在は撤退している。
- 2016年7月16日から12月25日まで[8]の期間で、阿見町を含めた周辺5市町村で「圏央道北東エリア 高速バス実証実験（なりたちばらき高速バス）」が行われた[9]。
  - あみプレミアム・アウトレット - 稲敷美浦バスターミナル - 道の駅発酵の里こうざき - 成田空港第1ターミナル（関東鉄道・ジェイアールバス関東の共同運行）

### デマンドタクシー
- デマンドタクシー【あみまるくん】[10] - 運行区域：町内全域及びJR荒川沖駅東口、運行事業者：新町タクシー

### 道路
- 高速道路
  - 首都圏中央連絡自動車道
    - 牛久阿見IC - 阿見東IC（牛久市内、一部阿見町内）
- 一般国道
  - 国道125号
- 主要地方道
  - 茨城県道25号土浦稲敷線
  - 茨城県道34号竜ヶ崎阿見線
  - 茨城県道48号土浦竜ヶ崎線
  - 茨城県道68号美浦栄線
- 一般県道
  - 茨城県道203号荒川沖阿見線
  - 茨城県道231号稲敷阿見線

## 名所・旧跡・観光スポット

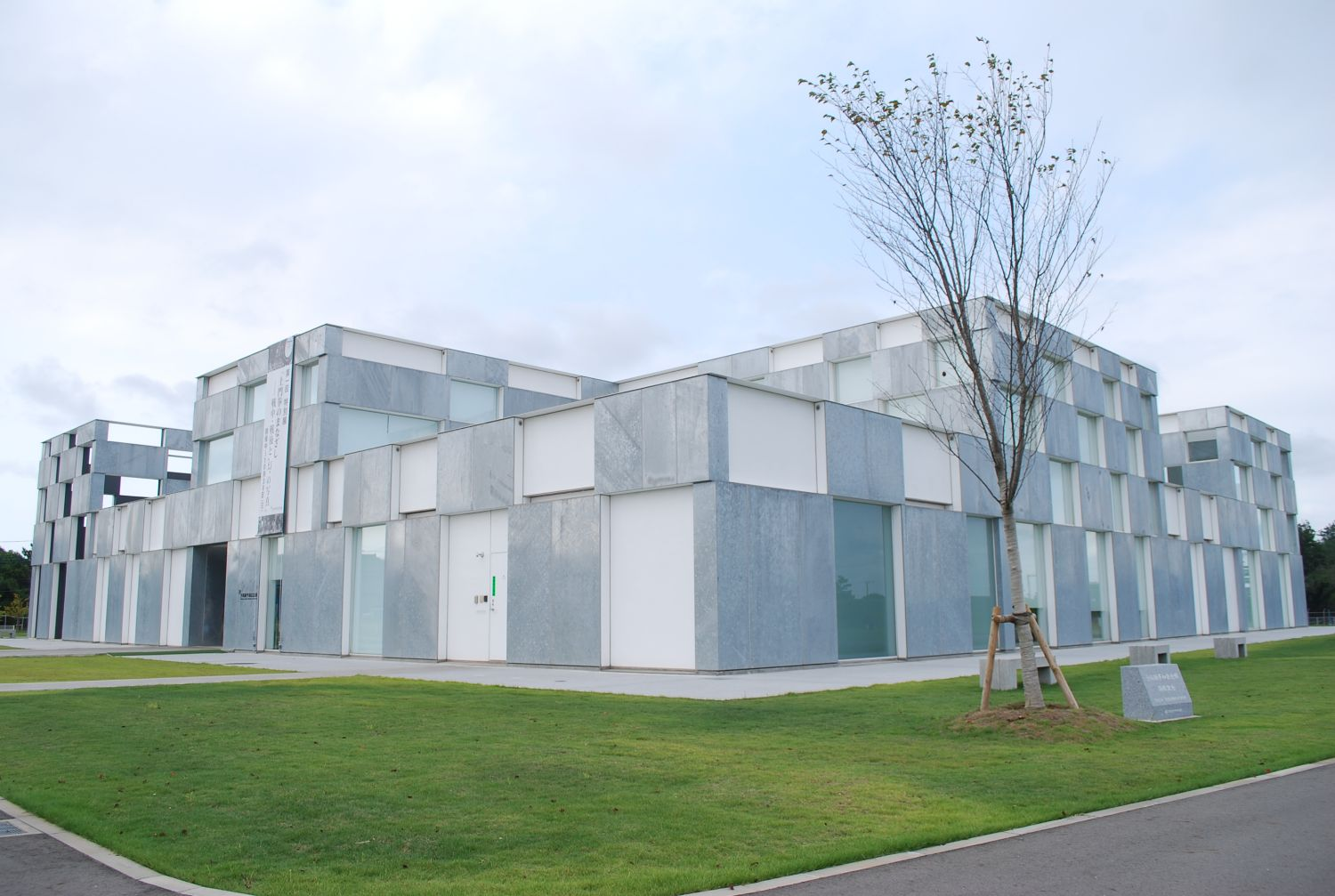
予科練平和記念館

- 上条城址
- 予科練平和記念館
- あみプレミアム・アウトレット
- イーグルポイントゴルフクラブ
- 二所ノ関部屋

## 出身有名人
- 飯田大祐 - プロ野球選手（オリックス・バファローズ）[11]
- 大江原圭 - JRA騎手
- 大崎千聖 - 陸上競技選手
- 下村千秋 - 作家
- 杉山加代子 - バレーボール選手
- 千葉繁 - 第8代阿見町長、第25代阿見町議会副議長
- 堂込麻紀子 - 参議院議員
- 松浦恵 - 音楽プロデューサー、編曲家
- 柳生博 - タレント、司会者、俳優、日本野鳥の会名誉会長
- 薬師るり - シンガーソングライター
- 湯原弘美 - 女優

## 備考
- 郵便番号は以下の通りとなっている。
  - 阿見郵便局：300-03xx、300-11xx、300-04xx
- 国土交通省東京航空局航法援助施設の阿見DME（TLD）が設置されている。
- 1980年4月に阿見飛行場が開港したが、2015年2月5日に供用廃止。跡地にはメガソーラーが設置された[12]。
- 1992年にトイザらス日本第1号店（荒川沖店）が、カスミと同時にキーテナントとして開店したが2008年8月31日に閉店。現在はブックオフSUPER BAZZER荒川沖とバイク王が、テナントとして入居している。